# Universitätsbibliothek der Universität der Bundeswehr München
Die Universitätsbibliothek der Universität der Bundeswehr München erbringt Informationsdienstleistungen zur Unterstützung von Studium, Lehre und Forschung an der Universität der Bundeswehr München. Sie ist Mitglied im Bibliotheksverbund Bayern und im Rahmen ihrer Benutzungsordnung der Öffentlichkeit frei zugänglich.
2017 ist die Bibliothek in ein neues, mit aktueller Bibliothekstechnik ausgestattetes Gebäude gezogen (insbesondere Ausleihe und Rückgabe an Selbstverbuchungsterminals und Rückgabeautomaten). Das neue Gebäude ist mit Lern- und Arbeitsplätzen sowie Gruppenarbeitsräumen ausgestattet.

## Struktur

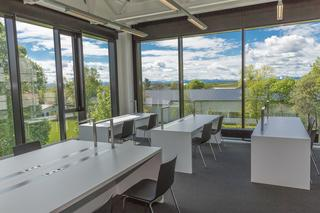
Lern- und Arbeitsplätze der Universitätsbibliothek

Die einschichtige Universitätsbibliothek besteht aus der Zentralen Campusbibliothek mit dem Freihand-Bestand (inkl. der laufenden gedruckten Fachzeitschriften und der Lehrbuchsammlung) und dem Bibliotheksmagazin.

## Bestand
Die Bibliothek besitzt (Stand Mai 2024) insgesamt ca. 1,3 Mio. Medieneinheiten in Form von Druckwerken, Mikroformen, Karten, elektronischen und audiovisuellen Medien. Davon sind ca. 380.000 Medieneinheiten frei zugänglich und ca. 850.000 Medieneinheiten aus dem geschlossenen Magazin entleihbar. Hinzu kommen ca. 50.000 Titel als elektronische Volltextzeitschriften (ca. 300 Titel als Druckausgaben) und ca. 300 lizenzierte Literatur- und Faktendatenbanken sowie 300.000 dauerhaft lizenzierte und zahlreiche temporär verfügbare E-Books.
Besondere Bestände sind die ehemalige Wehrbereichsbibliothek VI, mehrere ehemalige Privat- und Gelehrtenbibliotheken und die Bibliotheken der früheren Heeresoffizierschule III und der Fachhochschule der Luftwaffe.
Die Bibliothek ist an die Elektronische Zeitschriftenbibliothek und DBIS angeschlossen. Über die Kataloge OPAC und OPAC+ sind Recherchen im Bestand der Universitätsbibliothek der Universität der Bundeswehr München und des Bibliotheksverbundes Bayern möglich.

## Lern- und Arbeitsplätze
Es gibt 200 Lern- und Arbeitsplätze mit Strom, LAN und WLAN, 8 Gruppenarbeitsräume und Kopier- und Scanmöglichkeiten (u. a. Bookeye®-Scanner).

## Weitere Informationsangebote und Dienstleistungen
In der Universitätsbibliothek ist die Buchung persönlicher Beratungen („Book a Librarian“) möglich. Universitätsangehörige können darüber hinaus an regelmäßigen Informationsveranstaltungen zum UB-Serviceangebot und seminarintegrierten Schulungen teilnehmen. Zudem gibt es Wahlpflichtkurse zur Vermittlung von Informationskompetenz mit ECTS-Punkten im Rahmen des Studiums an der Universität der Bundeswehr München und Schulungen in Zusammenarbeit mit Gymnasien (W-Seminarbegleitung).
Ergänzend bietet die Universitätsbibliothek das Informationsportal AtheneForschung als zentralen Publikationsnachweis der Universität der Bundeswehr München an, welches aktuell die Publikationstätigkeit und Forschungsarbeit der Universitätsangehörigen dokumentiert. Zudem werden Unterstützung und persönliche Beratung beim Forschungsdatenmanagement sowie bei Open-Access-Publikationen angeboten. Zusammen mit dem Rechenzentrum betreut die Bibliothek außerdem das Forschungsdatenrepositorium der Universität, Open Data UniBw M.